# Guguștiuc

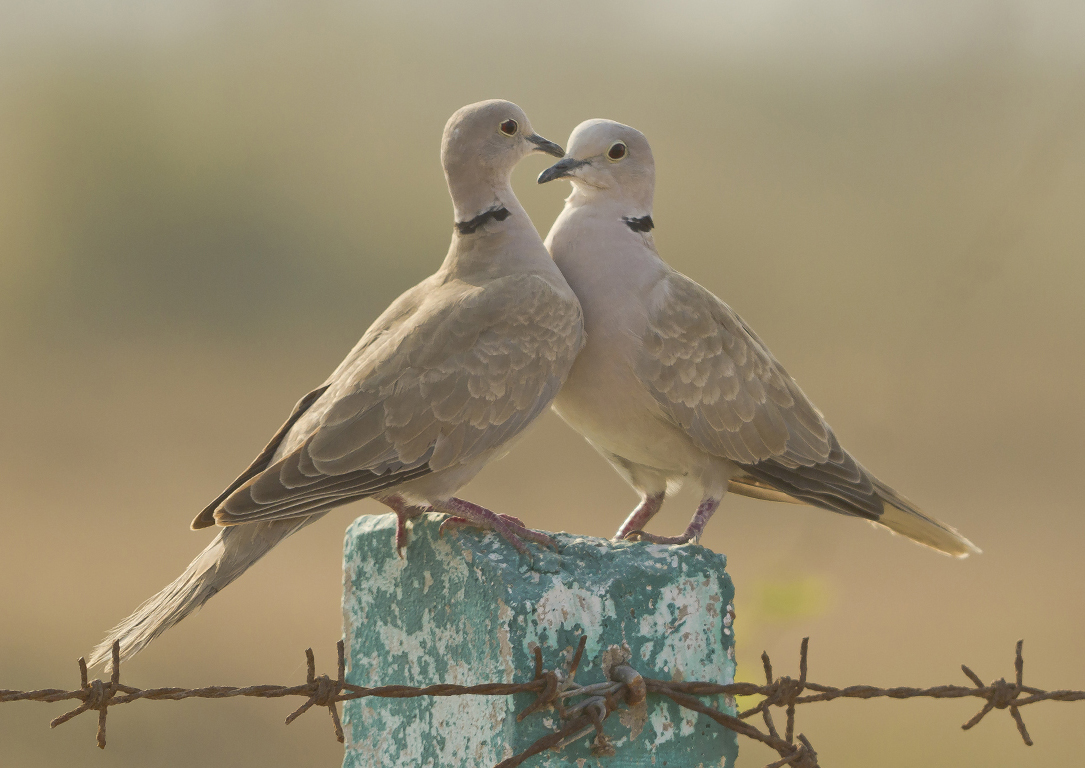
Guguștiuci

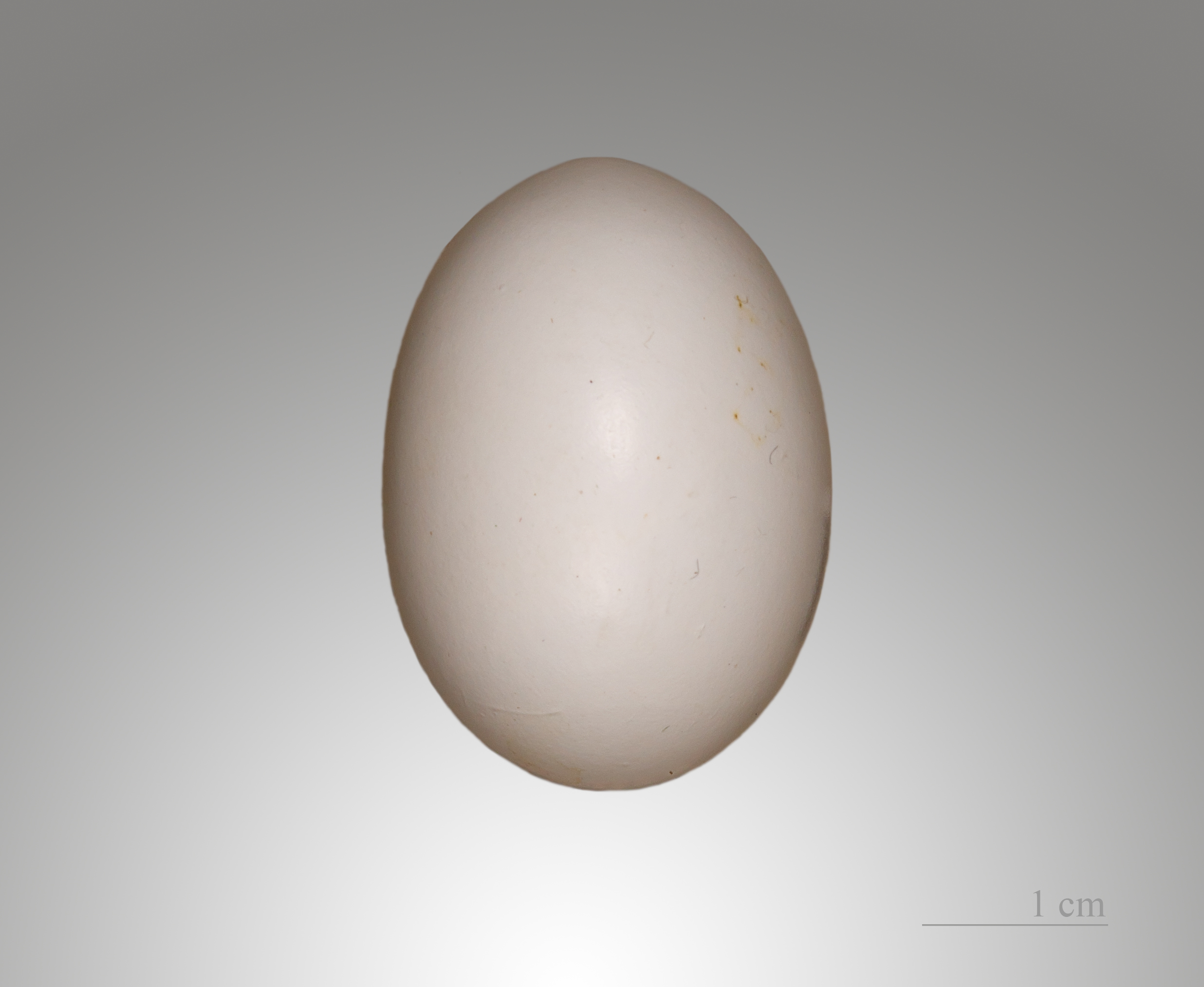
Streptopelia decaocto

Guguștiucul (Streptopelia decaocto Frivaldszky, 1838) este o pasăre sedentară din familia Columbidae, ordinul Columbiformes, asemănătoare cu porumbelul sălbatic. Are penajul cenușiu-brun pe spate și pe pântece, cu o dungă neagră pe gât, lungimea de circa 28 cm și este originar din Asia Mică.
Prin 1930, guguștiucul era prezent numai în Turcia, Siria, Irak, nordul Greciei și sudul Bulgariei. În următorii 15 ani era deja prezent și în Iugoslavia, Ungaria, Austria, sudul României, Cehoslovacia și în unele regiuni din Germania. În anii '70, populația de guguștiuci devenise abundentă în toată Europa de Vest, Insulele Britanice și Scandinavia, invadând practic toată Europa. Aici au găsit o nișă ecologică liberă, în care s-au putut instala. Nu interferează cu porumbeii de oraș, care au alte obiceiuri decât ale lor. În timp ce perechile de guguștiuci își apără teritoriul de alte perechi din aceeași specie, porumbeii nu au astfel de teritorii delimitate. Guguștiucii cuibăresc în copaci, în timp ce porumbeii în construcții antropice, ca balcoane, poduri, șoproane, astfel că, practic, nu există competiție pentru locul de cuibărit. În ultimii ani au fost observate perechi de guguștiuci cuibărind în imediata vecinătate a locuințelor. Nici hrana, care este suficientă în orașe, nu constituie subiect de competiție.
În anul 1970 a fost adusă în Bahamas de unde s-a deplasat în Florida, ajungând astfel să se răspândească și în America de nord. 
Este o pasăre sedentară, care cuibărește însă numai în localități sau în imediata apropiere a acestora, pentru a fi la adăpost de păsările răpitoare de ouă ca stăncuța, coțofana, gaița, cioara grivă.
Cuibărește aproape în tot timpul anului, putând scoate 3-5 rânduri de pui între lunile martie și noiembrie. Ponta, din 2 ouă albe, este clocită ca și la celelalte columbide, alternativ de ambii părinți, femela stând pe cuib noaptea, iar masculul ziua. Incubația durează 15-17 zile, după care puii mai sunt acoperiți de părinți, circa 10 zile. Puii sunt hrăniți cu o secreție generată de gușa părinților. În 15-19 zile, puilor le crește penajul, astfel că în a 21-a zi puii pot să părăsească cuibul, iar după 30-40 de zile devin complet independenți. Ajung la maturitate sexuală în primăvara anului următor eclozării. În Europa, mortalitatea este de 50-70% în primul an de viață scăzând la 33-55% anual pentru adulți.
Guguștiucul nu prezintă dimorfism sexual, atât masculul cât și femela având acel „guler” specific speciei. Puii se nasc fără guler, care devine similar cu al părinților după circa 3 luni de viață.
În ultima perioadă, guguștiucul a început să fie crescut în captivitate ca pasăre de companie, la fel ca porumbeii. Prin selecție au fost obținute și culori mai speciale. Speranța de viață în captivitate este de până la 20 de ani, însă în mediul natural este mai scurtă din cauza prădătorilor și a condițiilor de trai mai grele.
Regional se numește și turturica cu guler, turturica euroasiatică sau porumbel-turcesc.